# Kazumi Watanabe
Kazumi Watanabe, (jap. 渡辺 香津美, Watanabe Kazumi, Shibuya, 14 oktober 1953) is een Japanse jazzgitarist en orkestleider van de fusionjazz.

## Biografie
Watanabe, die zich als kind voor rockmuziek interesseerde, studeerde aan de Yamaha Music School in Tokio en nam in 1971 zijn platendebuut op. Vervolgens speelde hij ook met Sadao Watanabe en Keizo Inoue. In 1979 formeerde hij met muzikanten als Ryuichi Sakamoto, Akiko Yano, Yukihiro Takahashi, Yasuaki Shimizu, Toshiyuki Honda en Shuichi 'Ponta' Murakami de band Kylyn, die in het Japanse circuit een diepe indruk achterliet. In de herfst van hetzelfde jaar nam hij deel aan de succesvolle wereldtournee van het Yellow Magic Orchestra.
In 1983 formeerde hij zijn Mobo Band en vervolgens werkte hij samen met Bill Bruford en Jeff Berlin en speelde hij de krachtige albums The Spice of Life en The Spice of Life Too in. Tijdens de jaren 1980 werkte hij verder samen met westelijke muzikanten als Tony Levin, Mike Mainieri, Sly and Robbie, Wayne Shorter, Patrick Moraz, Marcus Miller, Richard Bona en Peter Erskine. Hij was ook betrokken aan producties van Eddie Gomez, Nobuyoshi Ino, Kazutoki Umezu, Mike Mainieri, Steps Ahead, Ryūichi Sakamoto en Jamaaladeen Tacuma.
Kazumi Watanabe heeft meer dan 30 albums en enkele dvd's uitgebracht onder zijn eigen naam. Hij speelt op instrumenten van Steinberger en Paul Reed Smith.

## Discografie
- 1980: To Chi Ka (met Kenny Kirkland, Mike Mainieri, Warren Bernhardt)
- 1983: Mobo Club
- 1984: Mobo 1
- 1985: Mobo Splash met Michael Brecker und Dave Sanborn
- 1987: The Spice of Life
- 1988: The Spice of Life Too
- 1989: Kilowatt
- 1991: Pandora
- 1994: Oyatsu
- 1996: Tokyo Joe
- 1999: One for All
- 2003: Guitar Renaissance
- 2003: Mo'Bop